# Henryk Holland
Henryk Holland (ur. 8 kwietnia 1920 w Warszawie, zm. 21 grudnia 1961 tamże) – polski socjolog, dziennikarz, publicysta, kapitan Ludowego Wojska Polskiego, działacz komunistyczny.

## Życiorys

### Młodość i lata II wojny światowej
Pochodził z rodziny żydowskiej. Był synem Henryka i Franciszki z domu Likier. Od 1932 do 1936 działał w organizacji skautowej Haszomer Hacair. W 1934 został członkiem Rewolucyjnego Związku Niezamożnej Młodzieży Szkolnej, a rok później wstąpił do Komunistycznego Związku Młodzieży Polski. Publikował pod pseudonimem w piśmie „Dziennik Popularny”. W 1938 został przyjęty na studia medyczne na Uniwersytecie Warszawskim, działał w Akademickim Komitecie Antygettowym i Organizacji Młodzieży Socjalistycznej „Życie”. We wrześniu 1939 uczestniczył w obronie Warszawy jako felczer w szpitalu polowym 36 pułku piechoty Legii Akademickiej.
Po kapitulacji Warszawy przedostał się do Wilna. Po przekazaniu Wilna Litwie, w listopadzie 1939 przedostał się do Lwowa. We Lwowie współpracował z redakcjami „Czerwonego Sztandaru” i wydawanej od czerwca 1941 „Młodzieży Stalinowskiej”. Po wybuchu wojny niemiecko-radzieckiej służył w Armii Czerwonej jako starszy felczer w szpitalach polowych Frontu Południowo-Zachodniego. W grudniu 1941 został przeniesiony na zaplecze frontu do szpitala ewakuacyjnego w Swierdłowsku. W październiku 1942 został zdemobilizowany i odesłany do Moskwy, gdzie podjął studia na trzecim roku I Moskiewskiego Instytutu Medycznego.
W czerwcu 1943 wziął udział w pierwszym zjeździe Związku Patriotów Polskich. 14 czerwca 1943 został przyjęty w stopniu porucznika do 1 Polskiej Dywizji Piechoty im. Tadeusza Kościuszki. 15 lipca 1943 złożył przysięgę wojskową. Służył jako oficer służby sanitarnej, uczestniczył w bitwie pod Lenino. W lutym 1944 został instruktorem w Wydziale Polityczno-Wychowawczym 2 Dywizji Piechoty, pełnił funkcję kronikarza dywizji (od listopada 1944 w stopniu kapitana). Uczestniczył w walkach o wyzwolenie warszawskiej Pragi oraz w bitwie o Kołobrzeg. W grudniu 1944 został przyjęty do Polskiej Partii Robotniczej.

### Lata 1945–1956
W kwietniu 1945 został redaktorem naczelnym tygodnika „Walka Młodych” i kierował nim do września 1947. Formalnie został zdemobilizowany w styczniu 1946. Działał w Związku Walki Młodych. W 1948 został członkiem zarządu głównego Związku Młodzieży Polskiej oraz redaktorem „Trybuny Wolności”. Był autorem wielu napastliwych artykułów prasowych pod adresem AK oraz podziemia antykomunistycznego. W 1946 podjął studia filozoficzne na Uniwersytecie Warszawskim, które ukończył w 1950 (pracę magisterską obronił w 1952). Od 1948 był członkiem PZPR. W czasie studiów był sekretarzem oddziałowej organizacji partyjnej na Wydziale Humanistycznym UW, a także członkiem Komitetu Uczelnianego PZPR.
Był jednym z ośmiu studentów, członków PZPR, którzy w marcu 1950 wystąpili z listem otwartym atakującym prof. Władysława Tatarkiewicza, protestując przeciwko dopuszczaniu na prowadzonym przez niego seminarium do czysto politycznych wystąpień o charakterze wyraźnie wrogim budującej socjalizm Polsce. List przyczynił się do odsunięcia Tatarkiewicza od prowadzenia zajęć na uczelni.
W październiku 1950 rozpoczął studia doktoranckie w Katedrze Filozofii Instytutu Kształcenia Kadr Naukowych przy KC PZPR. Uczestniczył w polemice ideologicznej z przedstawicielami Lwowsko-Warszawskiej Szkoły Filozoficznej, m.in. opublikował brutalny atak przeciwko poglądom Kazimierza Twardowskiego (opublikowany pt. Legenda o Kazimierzu Twardowskim w „Myśli Filozoficznej” nr 2 z 1952 i jako odrębna broszura w 1953), w którym nazwał jego filozofię „skrajnie obskurancką, fideistyczną, klechowską”. W latach 1952–1955 pracował równocześnie jako adiunkt w Katedrze Historii Filozofii Wydziału Humanistycznego UW. Studia doktoranckie ukończył w grudniu 1953, ale nie napisał pracy doktorskiej na temat Ludwika Krzywickiego. Był jednym z redaktorów dzieł Lenina i Stalina wydawanych przez wydawnictwo „Książka i Wiedza”. Od 1953 pracował również w dziale ideologicznym „Trybuny Ludu”.

### 1956–1961
Od 1956 publikował w Życiu Warszawy i Expressie Wieczornym (publikował tam przeglądy prasy pod pseudonimami „Hola” i „Gol”), współpracował z Polskim Radiem, a w 1957 był pracownikiem Polskiej Agencji Prasowej. W kwietniu 1956 na zebraniu partyjnym wezwał do rehabilitacji Władysława Gomułki. W 1956 poparł reformy Gomułki. M.in. wygłosił w Polskim Radiu opublikowany następnie 23 października 1956 w Expressie Wieczornym komentarz do listu Heleny Rode nawołującego do prawdziwej i otwartej rehabilitacji skazanych w stalinowskich procesach. W tym komentarzu, który wywołał ogromne echo w społeczeństwie, Holland pisał:

Sądzę, że sprawa nie może się skończyć na przytoczonym oświadczeniu Prokuratora Generalnego Rzeczypospolitej (...). Sądzę, że jest rzeczą niezbędną natychmiastowe opublikowanie w prasie imion, nazwisk, fotografii, krótkich życiorysów i dat wykonania wyroków na poległych męczeńską śmiercią oficerach Wojska Polskiego. (...) Po trzecie – w stosunku do wszystkich winnych mordu sądowego na dziewiętnastu oficerach muszą być wyciągnięte zgodnie z prawem Polskiej Rzeczypospolitej Ludowej najsurowsze konsekwencje; wszystkie okoliczności mordu muszą zostać ujawnione.

W latach 1956–1957 wielokrotnie komentował krytycznie konserwatywne tendencje w PZPR, co spowodowało następnie ograniczenie przez władze partyjne jego aktywności publicystycznej i zwolnienie z PAP. W styczniu 1958 obronił pracę doktorską Ludwik Krzywicki – nieznany, napisaną pod kierunkiem Adama Schaffa, został pracownikiem Zakładu Socjologii i Historii Kultury Instytutu Filozofii i Socjologii PAN, a po jego likwidacji w 1960 – Zakładu Badań Socjologicznych. Przygotował do druku popularną biografię Ludwika Krzywickiego, która nie ukazała się drukiem za jego życia ze względów politycznych (dopiero w 2007 wydał ją Instytut Wydawniczy „Książka i Prasa”).

### Śmierć

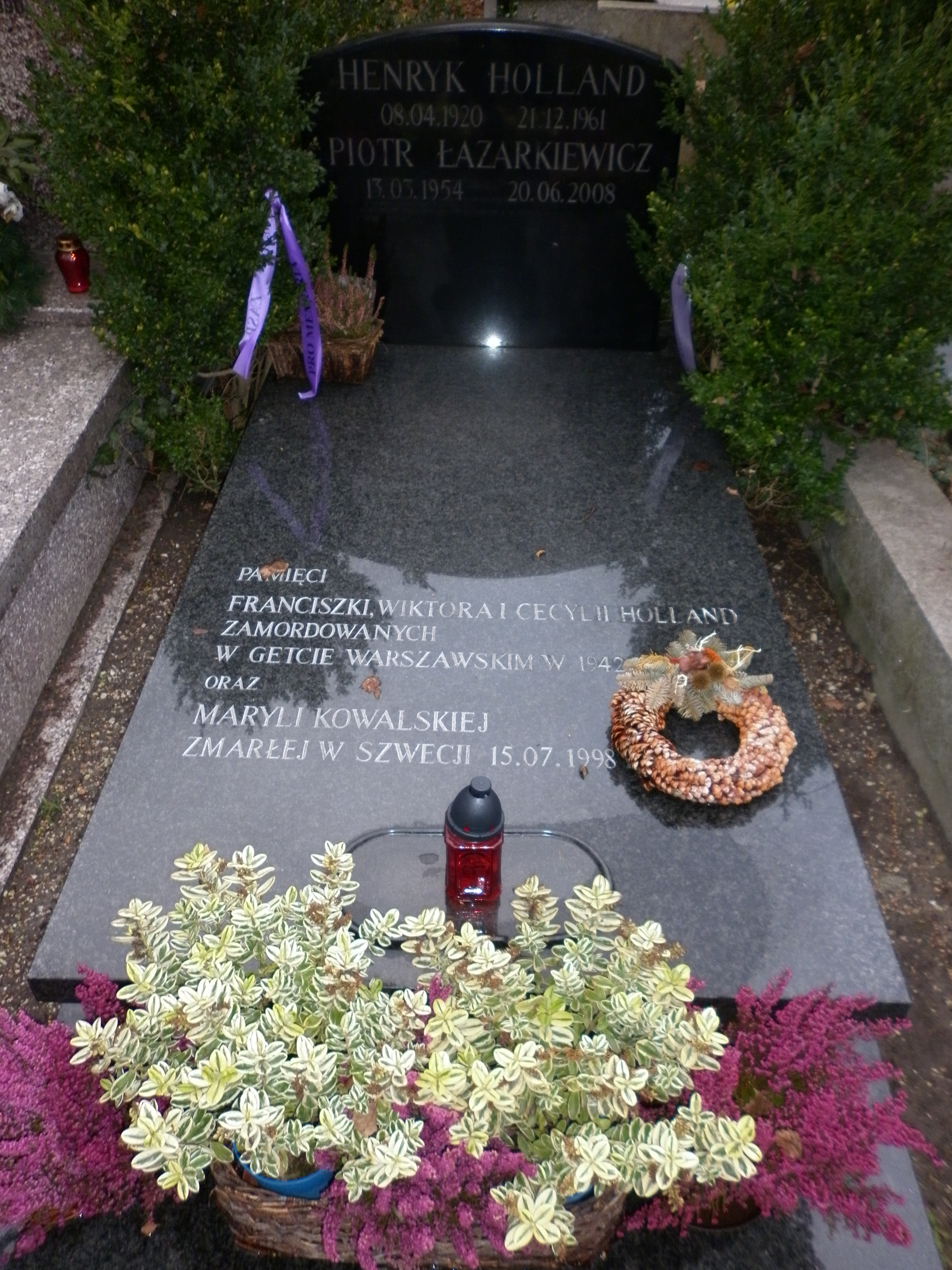
Grób Henryka Hollanda na Wojskowych Powązkach

W listopadzie 1961 w czasie rozmowy ze Stanisławem Brodzkim otrzymał informacje o treści przemówienia Nikity Chruszczowa na XXII Zjeździe KPZR, w którym opisano okoliczności śmierci Józefa Stalina i Ławrientija Berii oraz poddano krytyce stalinowską politykę. Holland przekazał informacje korespondentowi „Le Monde” w Warszawie Jeanowi Wetzowi. Rozmowa Hollanda i Wetza została podsłuchana przez Służbę Bezpieczeństwa, chociaż sam Holland nie został początkowo rozpoznany. Wetz opublikował 17 listopada 1961 artykuł o rewelacjach Chruszczowa. Władze PRL i osobiście Władysław Gomułka obawiały się oskarżenia przez władze sowieckie, że przeciek z obrad KPZR trafił do zachodnich dziennikarzy przez polską niedyskrecję. W konsekwencji MSW podjęło śledztwo w sprawie przecieku, w trakcie którego ustalono, iż rozmówcą Wetza był Holland. O jego identyfikacji zawiadomiono  Gomułkę.
Henryka Hollanda zatrzymano 19 grudnia 1961 i następnie poddano wielogodzinnemu przesłuchaniu, a w dniu 21 grudnia 1961 został aresztowany pod zarzutem z art. 7 „małego” kodeksu karnego. Po ogłoszeniu decyzji o aresztowaniu, przewieziono go na rewizję do jego mieszkania nr 19 przy ul. Nowotki 10 (obecnie gen. Władysława Andersa). W czasie tej rewizji Holland popełnił samobójstwo, skacząc z okna mieszkania, znajdującego się na 6. piętrze budynku.
Okoliczności jego śmierci były przez wiele lat przedmiotem różnych hipotez i domysłów, sugerowano m.in. zabójstwo. Ostatecznie prawdziwe okoliczności ustalił na podstawie odnalezionego w archiwum IPN zapisu z podsłuchu w mieszkaniu Hollanda z dnia rewizji Krzysztof Persak, który opublikował następnie książkę Sprawa Henryka Hollanda (wyd. 2006).
Jego pogrzeb odbył się 29 grudnia 1961 na Cmentarzu Wojskowym na Powązkach (kwatera K-13-14). Uczestniczyło w nim wielu dziennikarzy, w tym z rozwiązanego „Po prostu”, naukowcy kojarzeni z nurtem rewizjonistycznym (m.in. Zygmunt Bauman, Włodzimierz Brus, Leszek Kołakowski) oraz działacze partyjni (m.in. Jerzy Morawski, Oskar Lange, Janusz Zarzycki, Romana Granas, Helena Jaworska, Stefan Staszewski, Juliusz Hibner, Henryk Werner, Julian Finkelsztejn). Jakkolwiek na uroczystości nie wygłoszono żadnych przemówień (odśpiewano jedynie Międzynarodówkę), władze PRL sam udział w pogrzebie potraktowały jako demonstrację, wzywając następnie niektórych partyjnych uczestników do składania wyjaśnień przed specjalną komisją.

## Życie prywatne
Żonaty (od listopada 1947 do czerwca 1961, faktycznie w separacji od 1959) z dziennikarką Ireną Rybczyńską. Z tego małżeństwa urodziły się córki: Agnieszka i Magdalena, późniejsze reżyserki filmowe.

## Ordery i odznaczenia
- Krzyż Kawalerski Orderu Odrodzenia Polski (13 lipca 1946)[8]
- Krzyż Walecznych
- Srebrny Krzyż Zasługi (12 kwietnia 1946)[9]
- Srebrny Medal Zasłużonym na Polu Chwały
- Medal Zwycięstwa i Wolności 1945
- Medal za Odrę, Nysę, Bałtyk